# Claudine Guérin de Tencin
Claudine Alexandrine Guérin de Tencin (ur. 27 kwietnia 1682, zm. 4 grudnia 1749 w Paryżu) – francuska pisarka i kurtyzana.

## Życiorys
Claudine urodziła się w Grenoble, gdzie jej ojciec, Antoine Guérin de Tencin był przewodniczącym parlamentu. W młodości, spełniając wolę rodziców, została zakonnicą w klasztorze w okolicach Grenoble. Złamała jednak śluby i w 1712 udało jej się uzyskać zgodę papieża Klemensa XI na powrót do stanu świeckiego.
De Tencin wyjechała do swojej siostry, Mme. de Ferriol, do Paryża, gdzie wkrótce otworzyła salon odwiedzany przez kpiarzy i lekkoduchów. Jednym spośród jej licznych kochanków i sponsorów był kawaler Louis-Camus Destouches. Owocem tego związku był syn, Jean le Rond d’Alembert.
Jeden z jej romansów zakończył się tragicznie. W 1726 Charles-Joseph de la Fresnaye popełnił samobójstwo w domu Mme de Tencin, skutkiem czego ta ostatnia spędziła pewien czas w więzieniach Châtelet i w Bastylii, skąd jednak wkrótce została wypuszczona dzięki protekcji swoich wysoko postawionych kochanków. Od tamtej pory Claudine de Tencin poświęciła się intrygom politycznym, szczególnie w interesie swojego brata, opata de Tencin, który głównie za jej wstawiennictwem został arcybiskupem Embrun i otrzymał kapelusz kardynalski. De Tencin związana była również z jednym z najbliższych przyjaciół króla Ludwika XV, marszałkiem de Richelieu, nad którym rzekomo w znacznym stopniu sprawowała kontrolę, biorąc udział w zakulisowych intrygach na dworze królewskim w Wersalu.
W końcu stworzyła salon literacki, do którego bywalców należeli między innymi Bernard Fontenelle, Monteskiusz, Charles-Irénée Castel de Saint-Pierre, Pierre de Marivaux i Alexis Piron.
Salon Madamme de Tencin był pierwszym spośród paryskich salonów literackich do którego wpuszczano cudzoziemców. Wśród gości byli Henry St John, 1. wicehrabia Bolingbroke i Philip Dormer Stanhope, 4. hrabia Chesterfield. Dzięki wyczuciu i zdrowemu rozsądkowi z jakim prowadziła swoją jak sama to określała menażerię, udało jej się w znacznym stopniu zatrzeć pamięć swojej niechlubnej przeszłości.

## Powieści
Claudine de Tencin była cenioną powieściopisarką. Za największe zalety jej powieści uznawano prostotę i wdzięk – przymioty, których trudno było się spodziewać po twórczości osoby o takim życiorysie. Za najlepszą z powieści pani de Tencin uznawana jest Mémoires du comte de Comminge (1735), co do której jednak istnieją podejrzenia, że została napisana przez jej siostrzeńców.
Niektóre pozostałe powieści:
- Le Siège de Calais (1739)
- Les Malheurs de l’amour (1747)
- Anecdotes de la Cour et du Règne d'Édouard II, roi d’Angleterre (1776)

Twórczość pani de Tencin wydana została zbiorczo przez Etienne and Jay (Paryż, 1825). Powieści zostały wznowione i opatrzone wstępem przez Adolphe Mathurina de Lescure w 1885. Korespondencja została opublikowana w Lettres de Mmes. de Villars, de La Fayette et de Tencin (Paryż, 1805-1832).